# Punta La Marmora
Punta La Marmora (sardsky Perdas Carpìas, 1834 m n. m.) je hora v pohoří Gennargentu ve střední části italského ostrova Sardinie. Nachází se v provincii Nuoro asi 9 km východojihovýchodně od vesnice Desulo a 30 km západoseverozápadně od města Tortolì. Hora je pojmenována podle italského přírodovědce jménem Alberto della Marmora (1789–1863). Punta La Marmora je nejvyšší horou celé Sardinie a s prominencí 1834 m se řadí mezi tzv. ultraprominentní vrcholy (ultra-prominent peaks).